# Nati nel 1985/Giugno
| Questa pagina contiene informazioni ricavate automaticamente dalle voci biografiche con l'ausilio del template Bio e di un bot. L'aggiornamento è periodico e automatico e ricostruisce completamente la pagina. Se manca una persona in questa lista, sei pregato di non aggiungerla, ma accertati piuttosto che la sua voce biografica contenga il template Bio e che i dati anagrafici siano correttamente compilati. Se il template Bio manca, inseriscilo tu stesso o, in alternativa, metti l'avviso {{tmp\|Bio}} che ne segnala la mancanza. Se i dati riportati sono sbagliati, correggi direttamente la voce biografica; le modifiche saranno visibili in questa lista entro pochi giorni. Per chiarimenti vedi il progetto biografie. La lista contiene solo le 449 persone che sono citate nell'enciclopedia e per le quali è stato implementato correttamente il template Bio. Pagina aggiornata al 18 lug 2025. |

- 1º giugno - Rodolph Austin, ex calciatore giamaicano
- 1º giugno - José Fernando Cuadrado, ex calciatore colombiano
- 1º giugno - Julien El Fares, ex ciclista su strada francese
- 1º giugno - Kalililo Kakonje, ex calciatore zambiano
- 1º giugno - Ashley Key, ex cestista statunitense
- 1º giugno - Alessandro Maestri, giocatore di baseball italiano
- 1º giugno - Mário Hipólito, calciatore angolano
- 1º giugno - Amandine Mauricette, pallavolista francese
- 1º giugno - Nikos Papanikolaou, cestista greco
- 1º giugno - Sandra Pavón, ex cestista argentina
- 1º giugno - Elena Perino, doppiatrice italiana
- 1º giugno - Skuba Libre, rapper italiano
- 1º giugno - Tamara Todevska, cantante macedone
- 1º giugno - Anthony Tolliver, ex cestista statunitense
- 1º giugno - Shūto Yamamoto, ex calciatore giapponese
- 1º giugno - Nick Young, ex cestista statunitense
- 1º giugno - Sam Young, ex cestista statunitense
- 1º giugno - Alina l'Ami, scacchista rumena
- 2 giugno - Damián Frascarelli, calciatore uruguaiano
- 2 giugno - Bjørnar Holmvik, calciatore, giocatore di calcio a 5 e allenatore di calcio norvegese
- 2 giugno - Vittoria Hyde, disc jockey, conduttrice radiofonica e cantante italiana
- 2 giugno - Marco Iannitello, attore italiano
- 2 giugno - Jurij Jehošyn, nuotatore ucraino
- 2 giugno - Dmytro Kyrpuljans'kyj, pentatleta ucraino
- 2 giugno - Giulia Michelini, attrice italiana
- 2 giugno - Annette Ngo Ndom, calciatrice camerunese
- 2 giugno - Lucas Rossi, hockeista su prato argentino
- 2 giugno - Francisco Sánchez Silva, calciatore cileno
- 2 giugno - Miyuki Sawashiro, attrice e doppiatrice giapponese
- 2 giugno - Maria Kristin Yulianti, giocatrice di badminton indonesiana
- 3 giugno - Enhbatyn Badar-Uugan, pugile mongolo
- 3 giugno - Silvia Berardo, calciatrice italiana
- 3 giugno - Papiss Cissé, calciatore senegalese
- 3 giugno - Laurel Halo, musicista statunitense
- 3 giugno - Javor Janakiev, lottatore bulgaro
- 3 giugno - Mykyta Kamenjuka, allenatore di calcio e ex calciatore ucraino
- 3 giugno - Noah Maposa, calciatore botswano
- 3 giugno - Samwel Mwera, ex mezzofondista tanzaniano
- 3 giugno - Hakan Özmert, ex calciatore turco
- 3 giugno - Łukasz Piszczek, calciatore e allenatore di calcio polacco
- 3 giugno - Thélia Sigère, ex velocista francese
- 3 giugno - Klemen Slakonja, attore, comico e imitatore sloveno
- 4 giugno - Juhamatti Aaltonen, hockeista su ghiaccio finlandese
- 4 giugno - Leon Botha, pittore, produttore discografico e disc jockey sudafricano († 2011)
- 4 giugno - Miguel Diosdado, attore spagnolo
- 4 giugno - Daryl Ferguson, calciatore barbadiano
- 4 giugno - Nadia Ghulam, scrittrice e attivista afghana
- 4 giugno - Dominique Gisin, ex sciatrice alpina svizzera
- 4 giugno - Anna-Lena Grönefeld, ex tennista tedesca
- 4 giugno - Tim Hutten, pallanuotista statunitense
- 4 giugno - Alicja Janosz, cantante polacca
- 4 giugno - Miloš Kocić, ex calciatore serbo
- 4 giugno - Evan Lysacek, ex pattinatore artistico su ghiaccio statunitense
- 4 giugno - Jan Marcell, pesista e discobolo ceco
- 4 giugno - Julie Nelson, calciatrice nordirlandese
- 4 giugno - Lukas Podolski, calciatore polacco
- 4 giugno - Bar Refaeli, supermodella e conduttrice televisiva israeliana
- 4 giugno - Willy Rivas, calciatore peruviano
- 4 giugno - Lavinia Santucci, ex cestista italiana
- 4 giugno - Amedeo Tonelli, arciere italiano
- 4 giugno - Evgenij Ustjugov, ex biatleta russo
- 4 giugno - Luca Vanni, ex tennista e allenatore di tennis italiano
- 5 giugno - Jeremy Abbott, ex pattinatore artistico su ghiaccio statunitense
- 5 giugno - Alle Farben, disc jockey e produttore discografico tedesco
- 5 giugno - Antonio Anderson, ex cestista e allenatore di pallacanestro statunitense
- 5 giugno - Sebastián Ariosa, ex calciatore uruguaiano
- 5 giugno - Ekaterina Byčkova, tennista russa
- 5 giugno - Michele Canini, ex calciatore italiano
- 5 giugno - Alex Carella, pilota motonautico italiano
- 5 giugno - Antonio Cincotta, allenatore di calcio italiano
- 5 giugno - Tim Coenraad, ex cestista australiano
- 5 giugno - Kenny De Ketele, ex pistard belga
- 5 giugno - Rubén de la Red, allenatore di calcio e ex calciatore spagnolo
- 5 giugno - Jim Ervin, ex calciatore nordirlandese
- 5 giugno - Lam Ka Wai, calciatore hongkonghese
- 5 giugno - Michal Navrátil, tuffatore ceco
- 5 giugno - Marc Pickering, attore britannico
- 5 giugno - Emma Randall, ex cestista australiana
- 5 giugno - Gabi Riera, ex calciatore andorrano
- 5 giugno - Atep Rizal, calciatore indonesiano
- 5 giugno - Fabien Saridjan, calciatore francese
- 5 giugno - Seo Dong-hyun, ex calciatore sudcoreano
- 5 giugno - Fabio Taborre, ciclista su strada italiano († 2021)
- 5 giugno - Mike Tebulo, ex maratoneta malawiano
- 5 giugno - Jorg Verhoeven, arrampicatore olandese
- 6 giugno - Rodrigo Archubi, ex calciatore argentino
- 6 giugno - Sōta Hirayama, allenatore di calcio e ex calciatore giapponese
- 6 giugno - Tony Igy, disc jockey russo
- 6 giugno - Martyn Irvine, dirigente sportivo, ex pistard e ciclista su strada irlandese
- 6 giugno - Jurij Kušnarëv, rugbista a 15 russo
- 6 giugno - Sebastian Larsson, ex calciatore svedese
- 6 giugno - Drew McIntyre, wrestler britannico
- 6 giugno - Jane Moran, pallanuotista australiana
- 6 giugno - Heiki Nabi, lottatore estone
- 6 giugno - Odafe Okolie, ex calciatore nigeriano
- 6 giugno - Becky Sauerbrunn, ex calciatrice statunitense
- 6 giugno - Nikolaj Vărbanov, ex cestista bulgaro
- 6 giugno - Leila Vaziri, nuotatrice statunitense
- 7 giugno - Xavier Andorrà, calciatore andorrano
- 7 giugno - Álex Bergantiños, ex calciatore spagnolo
- 7 giugno - Damien Boudjemaa, calciatore francese
- 7 giugno - Matthew Brammeier, ex ciclista su strada e pistard britannico
- 7 giugno - Philippe Braud, ex cestista francese
- 7 giugno - Claydee, cantante e ballerino albanese
- 7 giugno - Robert Cullen, ex calciatore giapponese
- 7 giugno - Kenny Cunningham, ex calciatore costaricano
- 7 giugno - Niklas Edin, giocatore di curling svedese
- 7 giugno - Danielle Evans, modella statunitense
- 7 giugno - Dylan des Fountain, ex rugbista a 15 e imprenditore sudafricano
- 7 giugno - Amber Holt, cestista statunitense
- 7 giugno - Dejan Lekić, ex calciatore serbo
- 7 giugno - Milka Maneva, ex sollevatrice bulgara
- 7 giugno - Djony Mendes, giocatore di calcio a 5 brasiliano
- 7 giugno - Adam Nagaitis, attore britannico
- 7 giugno - Riad Nouri, ex calciatore francese
- 7 giugno - Arkadiusz Piech, calciatore polacco
- 7 giugno - Cristian Edgardo Amado, ex calciatore argentino
- 7 giugno - Jair Reinoso, calciatore colombiano
- 7 giugno - Charlie Simpson, cantautore e polistrumentista britannico
- 7 giugno - Leonid Stefanyšyn, ex cestista ucraino
- 7 giugno - Richard Thompson, velocista trinidadiano
- 7 giugno - Vinícius de Oliveira, attore brasiliano
- 8 giugno - Cristina Coletta, calciatrice italiana
- 8 giugno - Alexandre Despatie, tuffatore canadese
- 8 giugno - Joel Dommett, comico e attore inglese
- 8 giugno - Elicarlos, calciatore brasiliano
- 8 giugno - Gilio Iannone, mezzofondista italiano
- 8 giugno - Ljudmila Litvinova, velocista russa
- 8 giugno - Lars Lorsheijd, pallavolista olandese
- 8 giugno - Barry Murphy, ex calciatore irlandese
- 8 giugno - Tefik Osmani, ex calciatore albanese
- 8 giugno - Giampietro Perrulli, ex calciatore italiano
- 8 giugno - Izabela Piekarska, ex cestista polacca
- 8 giugno - José Joaquín Rojas, ex ciclista su strada spagnolo
- 8 giugno - Jean-Pierre Seguin, schermidore canadese
- 8 giugno - Nenad Šljivić, ex calciatore serbo
- 8 giugno - Pierre Spies, ex rugbista a 15 sudafricano
- 8 giugno - Vojtěch Štěpán, ex calciatore ceco
- 8 giugno - Sof'ja Velikaja, schermitrice russa
- 8 giugno - Bertrand Venturi, nuotatore francese
- 9 giugno - Ángel Álamo, cestista statunitense
- 9 giugno - Farshad Alizadeh, lottatore iraniano
- 9 giugno - Bio Aï Traoré, ex calciatore beninese
- 9 giugno - Colin Falls, ex cestista statunitense
- 9 giugno - Johannes Fröhlinger, ex ciclista su strada tedesco
- 9 giugno - Richard Kahui, rugbista a 15 neozelandese
- 9 giugno - Sonam Kapoor, attrice indiana
- 9 giugno - Davide Putano, giocatore di calcio a 5 italiano
- 9 giugno - Debora Salvalaggio, ex modella e showgirl italiana
- 9 giugno - Sebastian Telfair, ex cestista statunitense
- 9 giugno - Jan Wuytens, ex calciatore belga
- 10 giugno - Ali Bagautinov, artista marziale misto russo
- 10 giugno - Miloš Bogunović, ex calciatore serbo
- 10 giugno - John Daly, skeletonista statunitense
- 10 giugno - Gert Dorbek, ex cestista estone
- 10 giugno - Fatmata Fofanah, ex ostacolista guineana
- 10 giugno - Kaia Kanepi, tennista estone
- 10 giugno - Andrew Lees, attore australiano
- 10 giugno - Phenyo Mongala, calciatore botswano
- 10 giugno - Rok Perko, ex sciatore alpino sloveno
- 10 giugno - Daniel Sáez, pilota motociclistico spagnolo
- 10 giugno - Andy Schleck, ex ciclista su strada lussemburghese
- 10 giugno - Vasilīs Torosidīs, dirigente sportivo e ex calciatore greco
- 10 giugno - Kreesha Turner, cantante canadese
- 11 giugno - Walid Abbas, calciatore emiratino
- 11 giugno - Natallja Anufryenka, cestista bielorussa
- 11 giugno - Jamie Beadsworth, pallanuotista australiano
- 11 giugno - Dion Dowell, ex cestista statunitense
- 11 giugno - Tim Hoogland, ex calciatore tedesco
- 11 giugno - Violeta Isfel, attrice, cantante e ballerina messicana
- 11 giugno - Brad Jacobs, giocatore di curling canadese
- 11 giugno - Dzmitryj Kaldun, cantante bielorusso
- 11 giugno - Danny Olsen, calciatore danese
- 11 giugno - Andrea Romeo, canoista italiano
- 11 giugno - Inna Stryžak, atleta paralimpica ucraina
- 11 giugno - Petter Tande, ex combinatista nordico norvegese
- 11 giugno - Blagoja Todorovski, ex calciatore macedone
- 11 giugno - Chris Trousdale, cantante e attore statunitense († 2020)
- 12 giugno - Pablo Abián, giocatore di badminton spagnolo
- 12 giugno - Sebastian Betz, ex cestista tedesco
- 12 giugno - Angelica Blandon, attrice colombiana
- 12 giugno - Colin Doyle, calciatore e allenatore di calcio irlandese
- 12 giugno - Dave Franco, attore statunitense
- 12 giugno - Taniele Gofers, pallanuotista australiana
- 12 giugno - Paul Hubbard, giocatore di football americano statunitense
- 12 giugno - Abdoul Nikiema, ex calciatore burkinabé
- 12 giugno - Plamen Venelinov Nikolov, ex calciatore bulgaro
- 12 giugno - Visay Phapouvanin, calciatore laotiano
- 12 giugno - Blake Ross, informatico statunitense
- 12 giugno - Ariel Svoboda, cestista argentino
- 12 giugno - Kendra Wilkinson, modella e personaggio televisivo statunitense
- 12 giugno - Chris Young, cantautore statunitense
- 12 giugno - Gionata Zampolli, cestista italiano
- 13 giugno - Filipe Albuquerque, pilota automobilistico portoghese
- 13 giugno - Ida Alstad, pallamanista norvegese
- 13 giugno - Wael Ayan, calciatore siriano
- 13 giugno - Simone Berti, cestista italiano
- 13 giugno - Juan Fariza, ex hockeista su pista spagnolo
- 13 giugno - Gérson Magrão, ex calciatore brasiliano
- 13 giugno - Will John, ex calciatore statunitense
- 13 giugno - Peppe Millanta, scrittore, sceneggiatore e conduttore televisivo italiano
- 13 giugno - Renat Sabitov, allenatore di calcio e ex calciatore russo
- 13 giugno - Kate Lyn Sheil, attrice statunitense
- 13 giugno - Blake Skjellerup, pattinatore di short track neozelandese
- 13 giugno - Lela Star, attrice pornografica statunitense
- 13 giugno - Pedro Strop, giocatore di baseball dominicano
- 13 giugno - Albert Timmer, dirigente sportivo e ex ciclista su strada olandese
- 13 giugno - Greg West, skeletonista statunitense
- 13 giugno - Alberto Zapater, calciatore spagnolo
- 14 giugno - Omer Bhatti, rapper e ballerino norvegese
- 14 giugno - Gundars Celitāns, ex pallavolista lettone
- 14 giugno - Marvin Compper, allenatore di calcio e ex calciatore tedesco
- 14 giugno - Zoe Gillings, ex snowboarder britannica
- 14 giugno - Stefhon Hannah, ex cestista statunitense
- 14 giugno - Juuso Hietanen, hockeista su ghiaccio finlandese
- 14 giugno - Mouhcine Iajour, calciatore marocchino
- 14 giugno - Andy Soucek, pilota automobilistico austriaco
- 14 giugno - Amour Patrick Tignyemb, calciatore camerunese
- 14 giugno - Storm Uru, canottiere neozelandese
- 14 giugno - Zhu Guo, taekwondoka cinese
- 15 giugno - Diego Arias, ex calciatore colombiano
- 15 giugno - Ashley Nicole Black, comica, attrice e sceneggiatrice statunitense
- 15 giugno - Nadine Coyle, cantante nordirlandese
- 15 giugno - Mike Fiers, giocatore di baseball statunitense
- 15 giugno - Héctor Hernández Gallegos, cestista messicano
- 15 giugno - Patrick Ianni, ex calciatore statunitense
- 15 giugno - Ene Franca Idoko, velocista nigeriana
- 15 giugno - Francois Louw, ex rugbista a 15 sudafricano
- 15 giugno - Leilani Mitchell, cestista statunitense
- 15 giugno - Martin Mutumba, ex calciatore svedese
- 15 giugno - Chioma Nnamaka, ex cestista svedese
- 15 giugno - Facundo Parra, ex calciatore argentino
- 15 giugno - Mosimanegape Ramohibidu, calciatore botswano
- 15 giugno - Ashley Shields, ex cestista statunitense
- 15 giugno - D.J. Strawberry, ex cestista statunitense
- 15 giugno - Zhu Ting, calciatore cinese
- 16 giugno - Murad Ağakişiyev, ex calciatore azero
- 16 giugno - Karis Paige Bryant, attrice statunitense
- 16 giugno - Joël Dicker, scrittore svizzero
- 16 giugno - Philippe Furrer, hockeista su ghiaccio svizzero
- 16 giugno - Craig Morgan, ex calciatore gallese
- 16 giugno - Francis N'Ganga, ex calciatore francese
- 16 giugno - Nick Roach, giocatore di football americano statunitense
- 16 giugno - Sérgio Felipe Dias Ribeiro, calciatore portoghese
- 17 giugno - Marcos Baghdatis, ex tennista e allenatore di tennis cipriota
- 17 giugno - Thomas Daniel, pentatleta austriaco
- 17 giugno - Marcus Dove, cestista statunitense
- 17 giugno - Nick Fazekas, ex cestista statunitense
- 17 giugno - Manuel Fettner, saltatore con gli sci austriaco
- 17 giugno - Kateryna Handzjuk, attivista e politica ucraina († 2018)
- 17 giugno - Denis Kokarev, hockeista su ghiaccio russo
- 17 giugno - Filipe José Lima Mendes, ex calciatore portoghese
- 17 giugno - Steven LoBue, tuffatore statunitense
- 17 giugno - Marko Muslin, ex calciatore francese
- 17 giugno - Jean-Baptiste Pierazzi, ex calciatore francese
- 17 giugno - Dalibor Radujko, ex calciatore sloveno
- 17 giugno - Rafael Sóbis, ex calciatore brasiliano
- 17 giugno - Diego Souza, ex calciatore brasiliano
- 17 giugno - Tramell Tillman, attore statunitense
- 17 giugno - Michal Vepřek, ex calciatore ceco
- 17 giugno - Elsie Windes, pallanuotista statunitense
- 17 giugno - Won Yun-jong, bobbista sudcoreano
- 17 giugno - Zhang Songtao, ex cestista cinese
- 18 giugno - Matías Abelairas, ex calciatore argentino
- 18 giugno - Benjamin Bratton, schermidore statunitense
- 18 giugno - Sebastian Burduja, politico romeno
- 18 giugno - Alex Hirsch, animatore, sceneggiatore e doppiatore statunitense
- 18 giugno - Jarrius Jackson, ex cestista statunitense
- 18 giugno - Carlo Pastore, direttore artistico e conduttore radiofonico italiano
- 18 giugno - Serhij Ševčuk, calciatore ucraino
- 18 giugno - Cristian Damián Torres, ex calciatore argentino
- 19 giugno - Kajal Aggarwal, attrice e modella indiana
- 19 giugno - Ben Andrews, attore pornografico statunitense
- 19 giugno - Yannick Bokolo, ex cestista della Repubblica Democratica del Congo
- 19 giugno - Sandra Cervera, attrice spagnola
- 19 giugno - Charlotta Fougberg, siepista, mezzofondista e maratoneta svedese
- 19 giugno - Nataša Krsmanović, pallavolista serba
- 19 giugno - Corinna Martini, slittinista tedesca
- 19 giugno - Chikashi Masuda, ex calciatore giapponese
- 19 giugno - Amélie de Montchalin, politica francese
- 19 giugno - Christoph Nösig, ex sciatore alpino austriaco
- 19 giugno - Riccardo Palmieri, ex multiplista italiano
- 19 giugno - Filipe Ret, rapper e cantante brasiliano
- 19 giugno - Ted Scott, ex cestista statunitense
- 19 giugno - José Ernesto Sosa, calciatore argentino
- 19 giugno - Dire Tune, maratoneta etiope
- 19 giugno - Washington da Silva, ex calciatore brasiliano
- 20 giugno - Saki Aibu, attrice giapponese
- 20 giugno - Ruben Boykin, ex cestista e allenatore di pallacanestro statunitense
- 20 giugno - Myriam Casanova, ex tennista svizzera
- 20 giugno - Aurélien Chedjou, ex calciatore camerunese
- 20 giugno - Nooshi Dadgostar, politica svedese
- 20 giugno - Edcarlos, ex calciatore brasiliano
- 20 giugno - Matt Flynn, ex giocatore di football americano statunitense
- 20 giugno - Marina Kuč, ex nuotatrice tedesca
- 20 giugno - Patrick Loliger, canottiere messicano
- 20 giugno - Gabiriele Lovobalavu, rugbista a 15 figiano
- 20 giugno - Peter MacArthur, allenatore di hockey su ghiaccio e ex hockeista su ghiaccio statunitense
- 20 giugno - Darko Miličić, ex cestista serbo
- 20 giugno - Širvani Muradov, lottatore russo
- 20 giugno - Caroline Polachek, cantautrice statunitense
- 20 giugno - Katharina Schulze, politica tedesca
- 20 giugno - Sahr Senesie, procuratore sportivo e ex calciatore sierraleonese
- 20 giugno - Juan Manuel Torres, ex calciatore argentino
- 20 giugno - Jean-Victor Traoré, cestista burkinabé
- 21 giugno - Kris Allen, cantautore e musicista statunitense
- 21 giugno - Faed Arsène, ex calciatore malgascio
- 21 giugno - Grzegorz Bartczak, ex calciatore polacco
- 21 giugno - Amel Bent, cantante e attrice francese
- 21 giugno - Kazuhiko Chiba, calciatore giapponese
- 21 giugno - Shonda Cole, ex pallavolista statunitense
- 21 giugno - Lee Croft, ex calciatore inglese
- 21 giugno - Sunna Davíðsdóttir, artista marziale misto e kickboxer islandese
- 21 giugno - Inés Efron, attrice argentina
- 21 giugno - Sentayehu Ejigu, mezzofondista etiope
- 21 giugno - Lana Del Rey, cantautrice e poetessa statunitense
- 21 giugno - Yūsuke Hatanaka, ciclista su strada giapponese
- 21 giugno - Bledar Hodo, allenatore di calcio e ex calciatore albanese
- 21 giugno - Alexandre Raineau, calciatore francese
- 21 giugno - Daniel Schnyder, ex hockeista su ghiaccio svizzero
- 21 giugno - Brett Swain, giocatore di football americano statunitense
- 21 giugno - Anthony Terras, tiratore a volo francese
- 21 giugno - Joosep Toome, ex cestista e allenatore di pallacanestro estone
- 22 giugno - Alan Baró, calciatore spagnolo
- 22 giugno - Rosa Katō, attrice giapponese
- 22 giugno - Blanka Lipińska, scrittrice polacca
- 22 giugno - John Moreland, cantautore statunitense
- 22 giugno - Sofoklīs Schortsianitīs, ex cestista greco
- 22 giugno - Douglas Smith, attore canadese
- 22 giugno - Linda Vojtová, modella ceca
- 22 giugno - Stojan Vranješ, calciatore serbo
- 23 giugno - Carles Bivià, cestista spagnolo
- 23 giugno - Ihaab Boussefi, calciatore libico
- 23 giugno - Gaz Choudhry, cestista inglese
- 23 giugno - Francesco De Cillis, giocatore di calcio a 5 italiano
- 23 giugno - Stanislav Erëmin, pallavolista russo
- 23 giugno - Mike Green, ex cestista statunitense
- 23 giugno - Morten Jørgensen, canottiere danese
- 23 giugno - Efrén Mera, ex calciatore ecuadoriano
- 23 giugno - Kaya Marie Möller, attrice e doppiatrice tedesca
- 23 giugno - Linda Pavlova, imprenditrice slovacca
- 23 giugno - Anthony Peth, conduttore televisivo italiano
- 23 giugno - Marcel Reece, dirigente sportivo e ex giocatore di football americano statunitense
- 23 giugno - Hussain Ali Shehab, ex calciatore qatariota
- 24 giugno - Diego Alves, ex calciatore brasiliano
- 24 giugno - Isabelle Blanchet-Rampling, nuotatrice artistica canadese
- 24 giugno - Jessica Davenport, ex cestista statunitense
- 24 giugno - Taj Gibson, cestista statunitense
- 24 giugno - Justin Hires, attore e comico statunitense
- 24 giugno - Curtis Painter, ex giocatore di football americano statunitense
- 24 giugno - Darko Pavićević, ex calciatore montenegrino
- 24 giugno - Krunoslav Simon, cestista croato
- 24 giugno - Aste, rapper finlandese
- 25 giugno - Daniel Bard, giocatore di baseball statunitense
- 25 giugno - Maria Bartkowski, schermitrice tedesca
- 25 giugno - Demetric Bennett, ex cestista statunitense
- 25 giugno - Scott Brown, allenatore di calcio e ex calciatore scozzese
- 25 giugno - Ezequiel Brítez, ex calciatore argentino
- 25 giugno - Piotr Celeban, ex calciatore polacco
- 25 giugno - Lucian Chețan, ex calciatore rumeno
- 25 giugno - Adane Girma, ex calciatore etiope
- 25 giugno - Aurore Jéan, ex fondista francese
- 25 giugno - Anton Korobov, scacchista ucraino
- 25 giugno - Sławomir Kuczko, nuotatore polacco
- 25 giugno - Jillian Loyden, ex calciatrice e allenatrice di calcio statunitense
- 25 giugno - Karim Matmour, ex calciatore algerino
- 25 giugno - Daniel Miret, allenatore di pallacanestro spagnolo
- 25 giugno - Wings Pierre-Louis, calciatore haitiano
- 25 giugno - Annaleigh Ashford, attrice e cantante statunitense
- 25 giugno - Ekaterina Šichova, pattinatrice di velocità su ghiaccio russa
- 25 giugno - Tomasz Sokolowski, ex calciatore norvegese
- 25 giugno - Børre Steenslid, allenatore di calcio e ex calciatore norvegese
- 25 giugno - Om Thavrak, calciatore cambogiano
- 25 giugno - João Leonardo de Paula Reginato, calciatore brasiliano
- 26 giugno - Frédéric Brillant, allenatore di calcio e ex calciatore francese
- 26 giugno - Cristian Bud, calciatore rumeno
- 26 giugno - Justin Cage, ex cestista statunitense
- 26 giugno - Fernando Cardinal, ex giocatore di calcio a 5 portoghese
- 26 giugno - Katrin Heß, attrice televisiva, doppiatrice e modella tedesca
- 26 giugno - Gözde Kırdar, ex pallavolista turca
- 26 giugno - Özge Kırdar, pallavolista turca
- 26 giugno - Liu Zhenli, calciatore cinese
- 26 giugno - Ard van Peppen, ex calciatore olandese
- 26 giugno - Stéphane Poulhiès, ciclista su strada francese
- 26 giugno - Kathrin Ress, ex cestista e allenatrice di pallacanestro italiana
- 26 giugno - Chiquis Rivera, cantante e personaggio televisivo statunitense
- 26 giugno - Daniela Sabatino, calciatrice italiana
- 26 giugno - Marina Šešenina, pallavolista russa
- 26 giugno - Ogyen Trinley Dorje, monaco buddhista tibetano
- 26 giugno - Ana Ularu, attrice rumena
- 26 giugno - Leandro da Silva, ex calciatore brasiliano
- 27 giugno - Renzo Agresta, schermidore brasiliano
- 27 giugno - An Chol-hyok, ex calciatore nordcoreano
- 27 giugno - Mike Angelidis, ex hockeista su ghiaccio canadese
- 27 giugno - Nicolás Canales, ex calciatore cileno
- 27 giugno - Paul Downs Colaizzo, drammaturgo, sceneggiatore e regista statunitense
- 27 giugno - James Hook, ex rugbista a 15 e allenatore di rugby a 15 britannico
- 27 giugno - Amanda Jackson, ex cestista statunitense
- 27 giugno - Svetlana Kuznecova, tennista russa
- 27 giugno - Vlatko Lozanoski, cantante macedone
- 27 giugno - Mody Maor, allenatore di pallacanestro israeliano
- 27 giugno - Frank Ricci, musicista italiano
- 27 giugno - Nico Rosberg, ex pilota automobilistico tedesco
- 27 giugno - Martin Sensmeier, attore e modello statunitense
- 27 giugno - Hiroyuki Taniguchi, ex calciatore giapponese
- 28 giugno - Arturo Álvarez, ex calciatore statunitense
- 28 giugno - Yamara Amargo, cestista cubana
- 28 giugno - Plutónio, rapper e cantante portoghese
- 28 giugno - Phil Bardsley, allenatore di calcio e ex calciatore scozzese
- 28 giugno - Antonietta Bello, attrice italiana
- 28 giugno - Katarzyna Borowicz, modella polacca
- 28 giugno - Nina Bratčikova, tennista e allenatrice di tennis russa
- 28 giugno - Valentina D'Urbano, scrittrice e illustratrice italiana
- 28 giugno - Raúl González Guzmán, calciatore venezuelano
- 28 giugno - Louise Helyer, pentatleta britannica
- 28 giugno - Ahmed Kantari, allenatore di calcio e ex calciatore francese
- 28 giugno - Karolina Kosek, pallavolista polacca
- 28 giugno - Anselmo Moreno, pugile panamense
- 28 giugno - Ataru Nakamura, cantautrice e attrice giapponese
- 28 giugno - Ronald Quinteros, calciatore peruviano
- 28 giugno - Adonis Ramos, calciatore cubano
- 28 giugno - Mantas Ruikis, cestista lituano
- 28 giugno - Lajsan Utjaševa, ginnasta russa
- 28 giugno - Zhang Chen, pallavolista cinese
- 29 giugno - Fernanda Berti, pallavolista e giocatrice di beach volley brasiliana
- 29 giugno - Paolo Bossini, ex nuotatore italiano
- 29 giugno - Graham Gano, giocatore di football americano scozzese
- 29 giugno - Alison Gregorka, pallanuotista statunitense
- 29 giugno - Stephen Hauschka, ex giocatore di football americano statunitense
- 29 giugno - Dennis Pitta, giocatore di football americano statunitense
- 29 giugno - Marco Valli, politico italiano
- 30 giugno - Serena Abrami, cantautrice italiana
- 30 giugno - Trevor Ariza, ex cestista statunitense
- 30 giugno - Rafał Blechacz, pianista polacco
- 30 giugno - Pintassilgo, ex calciatore portoghese
- 30 giugno - Ahmed Deen, ex calciatore sierraleonese
- 30 giugno - Adailton Luis Juvenal, ex calciatore brasiliano
- 30 giugno - Qazbek Geterïyev, ex calciatore kazako
- 30 giugno - K.Flay, cantautrice e musicista statunitense
- 30 giugno - Viktorina Kapitonova, ballerina russa
- 30 giugno - Grégory Leblanc, pilota motociclistico francese
- 30 giugno - Michael Phelps, ex nuotatore statunitense
- 30 giugno - Cody Rhodes, wrestler statunitense
- 30 giugno - Kristin Richards, pallavolista statunitense
- 30 giugno - Levi Roach, storico canadese
- 30 giugno - Sorin Rădoi, allenatore di calcio e ex calciatore rumeno
- 30 giugno - Arne Tode, pilota motociclistico tedesco
- 30 giugno - Pat Venditte, ex giocatore di baseball statunitense
- 30 giugno - Juliana de Castro, pallavolista brasiliana